# Horloge à pendule de torsion

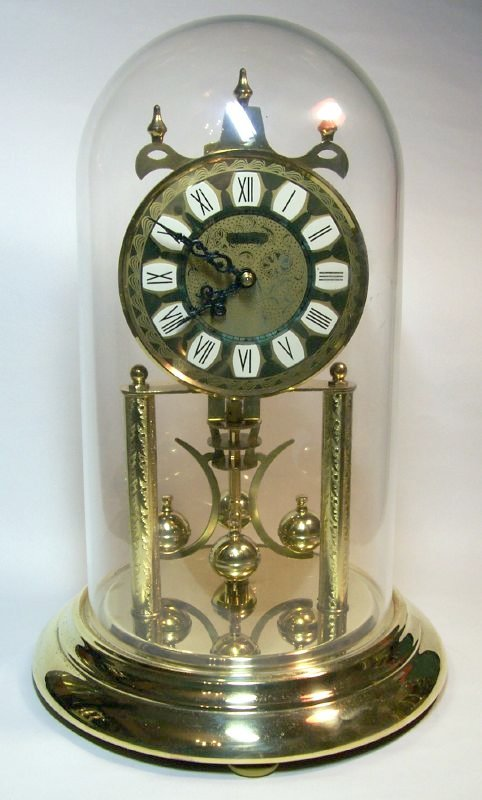
Horloge anniversaire de fabrication allemande, S. Haller & Söhne Co.

Une horloge à pendule de torsion, aussi appelée horloge anniversaire, horloge (ou pendule) 400 jours ou, du nom d'un fabricant historique, Kundo, est un type d'horloge mécanique ornementale, de petite taille. Ces horloges ont été commercialisées à partir des années 1860.
La caractéristique fondamentale d'une telle horloge est son organe régulateur : il s'agit d'un pendule de torsion, c'est-à-dire une masse effectuant un mouvement d'aller-retour en rotation autour d'un axe vertical, en imprimant une torsion au fil auquel elle est suspendue. Cet oscillateur est très lent : il effectue un cycle complet en 10 à 30 secondes selon les modèles, quand le balancier d'une montre mécanique effectue 4 à 10 alternances (demi-cycle) par seconde, et le pendule d'une horloge, une ou deux alternances par seconde. 
Ce mouvement extrêmement lent permet à l'horloge de consommer très peu d'énergie. Elle doit être remontée environ une fois par an, il devint pour cela coutumier de l'offrir pour les anniversaires, d'où le surnom. Elle demande aussi très peu de maintenance. La pendule Atmos, fabriquée par Jaeger-LeCoultre ne nécessite plus aucun remontage : les variations de température et de pression atmosphérique assurent son alimentation en énergie.
Les horloges à pendule de torsion doivent être posées parfaitement à l'horizontale : elles sont pour cela dotées de pieds réglables et d'un niveau à bulle. En outre, elles sont placées sous un globe transparent, car elles sont très sensibles à l'humidité et aux poussières.